# Памятник Александру III (Москва)
Па́мятник импера́тору Алекса́ндру III — монумент российскому императору Александру III, выполненный архитектором Александром Померанцевым и скульпторами Александром Опекушиным и Артемием Обером в стиле монументального реализма. Открыт в 1912 году в Москве на Пречистенской набережной у юго-восточного угла храма Христа Спасителя. Демонтирован большевиками в июле 1918 года, пьедестал памятника ликвидирован в 1931 году.

## История

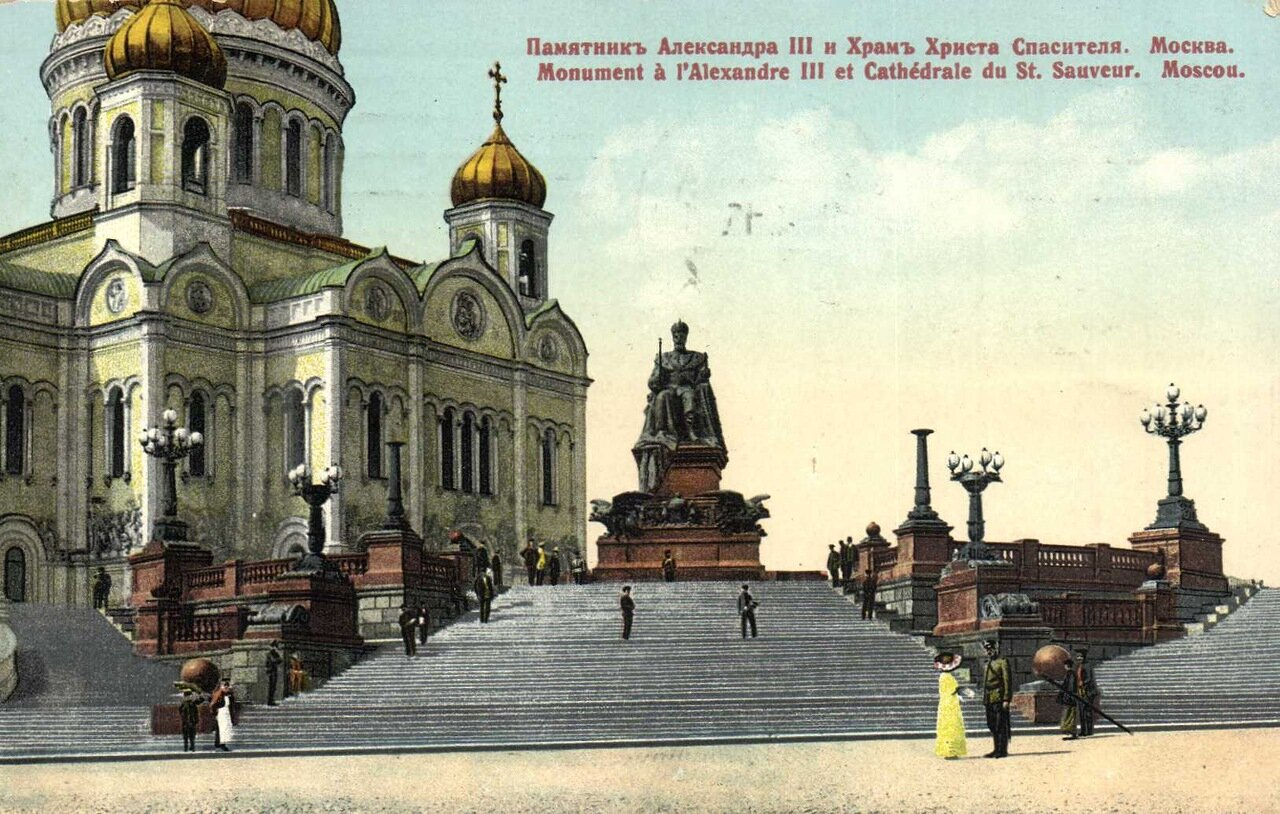
Открытка с изображением памятника на фоне храма Христа Спасителя, 1912—1916 годы

### Создание
Установить памятник Александру III в Москве было решено вскоре после смерти самодержца в октябре 1894 года. По указанию императора Николая II в декабре того же года был организован Комитет по созданию памятника, его главой царь назначил великого князя Сергея Александровича.
Членом этого Комитета по сооружению и организации конкурса, с 1894 по 1911 год, по  повелению Николая II, состоял, как сказано в указе — "Московский Губернский Предводитель Дворянства Егермейстер Высочайшего Двора Князь П. Н. Трубецкой", двоюродный брат скульптора Паоло Трубецкого, победившего  на конкурсе памятника Александру III в Петербурге (открыт в 1909 году).
По всей стране объявили конкурс на лучший проект монумента, на сбор средств для его установки также открыли подписку, по итогам которой было собрано около 2,5 миллиона рублей. Первое место в конкурсе заняла работа скульптора Александра Опекушина — автора памятника Пушкину в Москве. Главным архитектором был назначен московский зодчий Александр Померанцев, главным инженером — архитектор Карл Грейнерт. В работе над монументом также приняли участие архитекторы Франц Когновицкий и Фома Богданович-Дворжецкий. По предложению историка Ивана Цветаева местом для установки памятника выбрали площадку перед храмом Христа Спасителя на Пречистенской набережной, на которой раньше стояла церковь Всех Святых в Чертолье.
Строительство монумента продолжалось с 1900 по 1912 год. Как вспоминал Александр Опекушин, работа над скульптурой была осложнена тем, что голову Александра III ему пришлось лепить дважды:
…формовкой статуи лепщики меня замучили, вместо трёх месяцев, как обещали, тянут восемь… Да в добавление варвары разбили голову царя и с короною вдребезги – приходится лепить новую.
При строительстве монумента, на месте его установки, были обнаружены три надгробные плиты первой половины XVII века.

### Открытие
К дню открытия памятника из Санкт-Петербурга в Москву прибыл император Николай II с супругой и родственниками. Император вначале посетил Кремль и Успенский собор.
Торжественное открытие монумента в присутствии  членов императорской семьи и представителей всех сословий состоялось 30 мая 1912 года. В 8 часов утра с Тайницкой башни прозвучали пять пушечных выстрелов. В 10 часов у входа в храм Христа Спасителя начался крестный ход во главе с московским митрополитом Владимиром, императором Николаем II, его матерью Марией Фёдоровной и женой Александрой Фёдоровной. После 360 праздничных выстрелов и исполнения Преображенского марша со скульптуры сняли покрывало, митрополит Владимир окропил монумент святой водой и провозгласил многолетие российскому войску и верноподданным. К монументу было возложено 86 венков. Были венки: от сербского короля Петра, «благодарной Сербии», «признательной Болгарии», московского городского самоуправления, российских дворян и др., всего — от 80 российских и зарубежных депутаций. 
После осмотра памятника членами императорской фамилии товарищ председателя комитета по сооружению памятника гофмейстер Александр Булыгин прочитал текст акта о передаче монумента в ведение московского городского управления.
Велась официальная  киносъёмка торжественного события.
У скульптуры выставили круглосуточный почётный караул из воинов-ветеранов.
Вечером город и скульптура были иллюминированы.

Открытие памятника 30 мая 1912 года
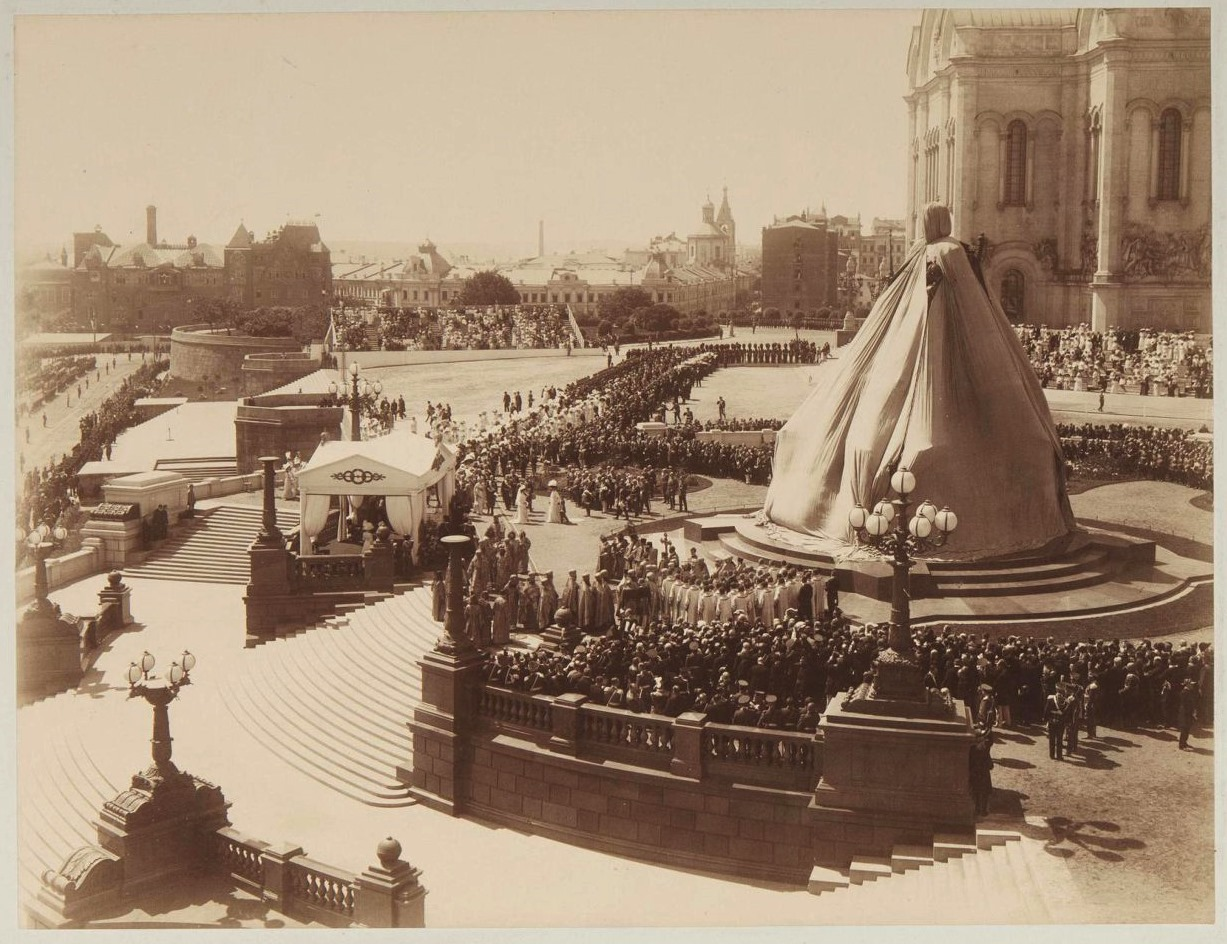
Памятник с покрывалом перед открытием.
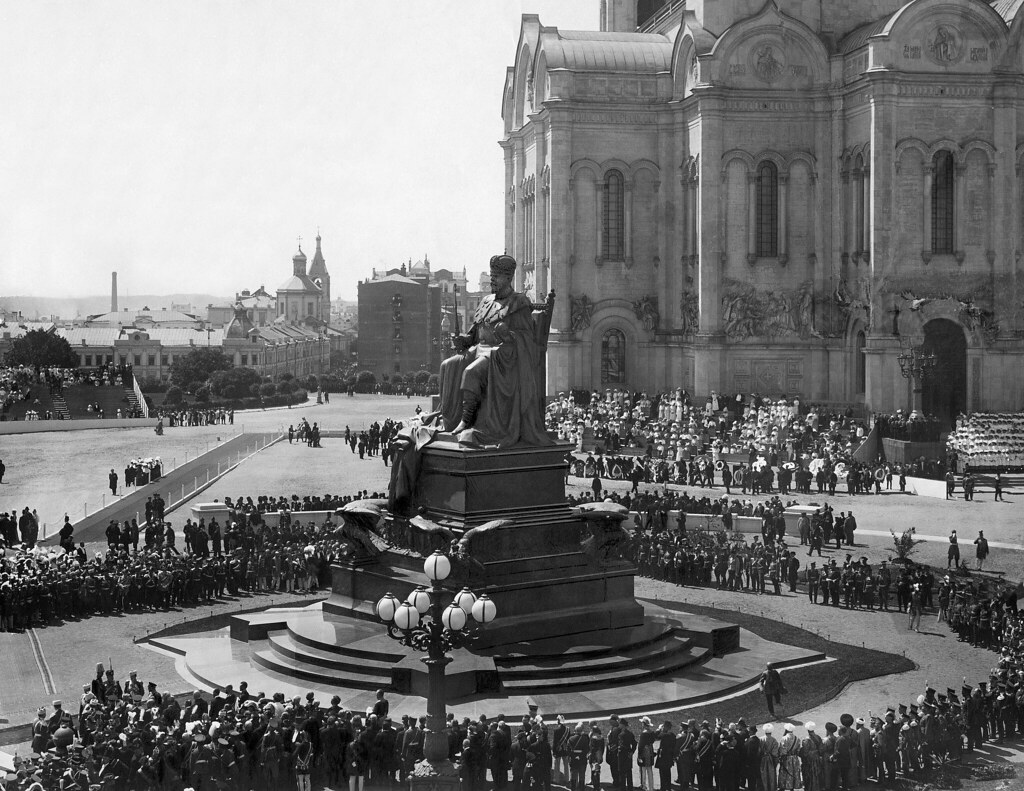
Открытие памятника Александру III.
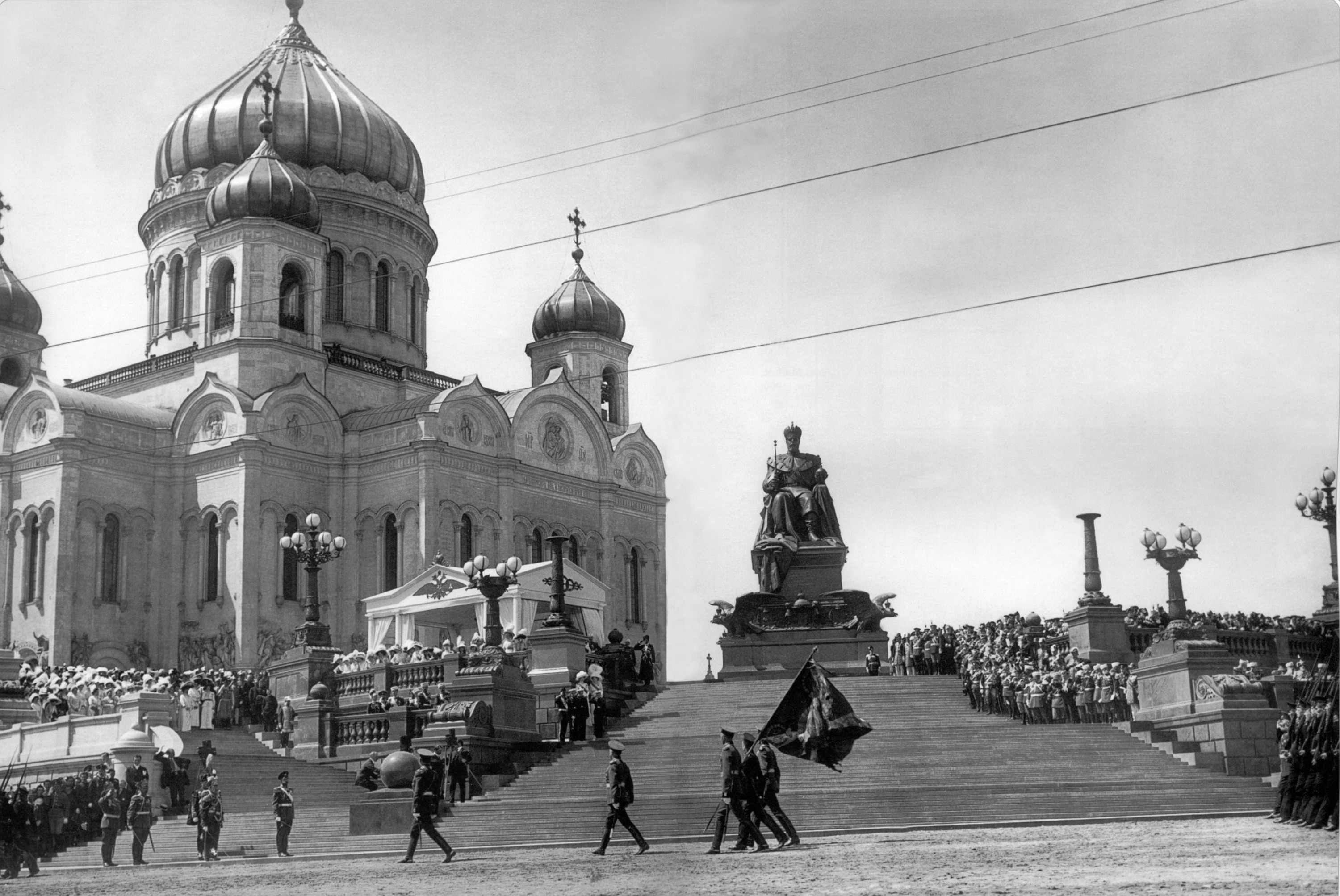
Парад в честь церемонии открытия памятника.
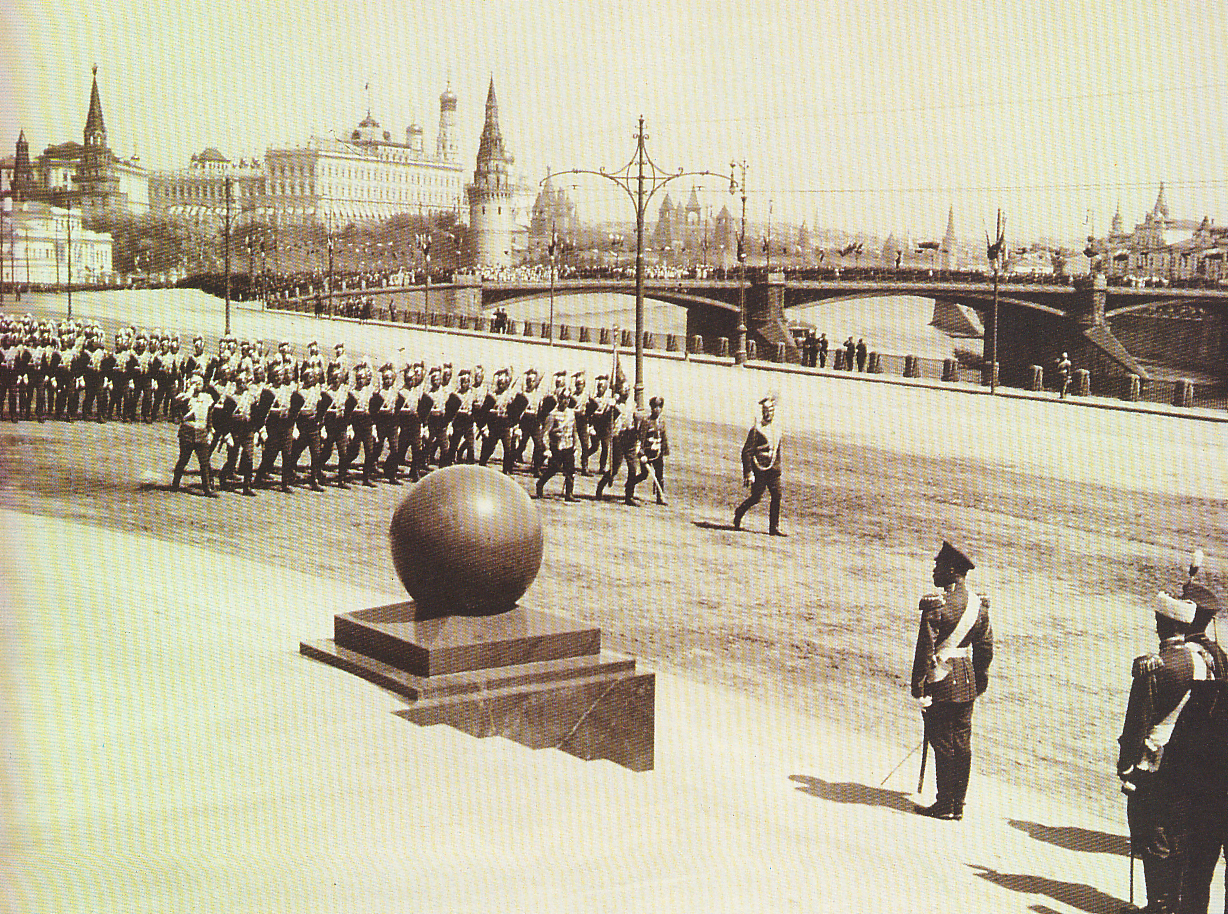
Парад в честь церемонии открытия памятника.

### Ликвидация
Принятый после Октябрьской революции ленинский план монументальной пропаганды предусматривал снос памятников царского режима. Декрет СНК РСФСР «О памятниках Республики» от 12 апреля 1918 года постановил заменить их статуями в честь деятелей революции. Скульптура Александру III считается одним из первых памятников, уничтоженных в ходе этой кампании по ходатайству недовольных москвичей.
Демонтаж монумента начался 17 июля 1918 года. Работами руководил помощник народного комиссара имуществ республики, член комиссии по охране памятников искусства и старины Моссовета архитектор Николай Виноградов. За уничтожением памятника также следил первый председатель СНК РСФСР Владимир Ленин. Барон Карл фон Ботмер писал в своих мемуарах:
…начали снимать памятник Александру III, чтобы показать, что настало время свободной республики Советов. Огромный памятник хотя и представлял безвкусицу первого ранга, однако сносить его было бессмысленно. Историю России таким образом не зачеркнёшь и воодушевление сегодняшним днём не подымешь.
1 мая 1920 года на месте монумента в присутствии Ленина заложили памятник «Освобождённый труд». На уцелевшем пьедестале монумента Александру III установили металлический картуш работы скульптора Веры Мухиной со словами «Здесь будет сооружён памятник „Освобожденный труд“». Скульптура не была возведена, сохранившийся постамент памятника Александру III снесли вместе с храмом Христа Спасителя в 1931-м. На их месте планировалось построить Дворец Советов, однако позже от этой идеи отказались.

Демонтаж памятника, 1918 год
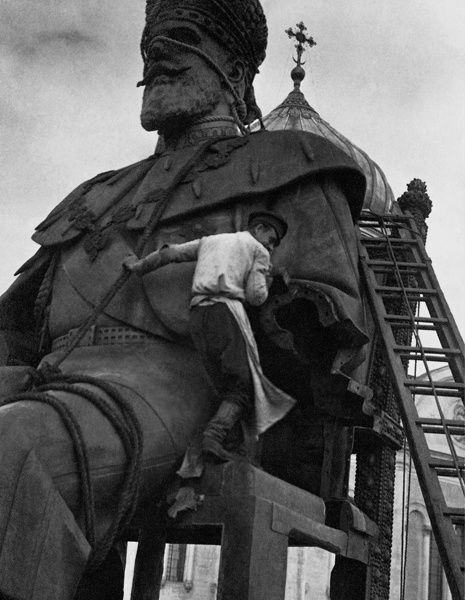
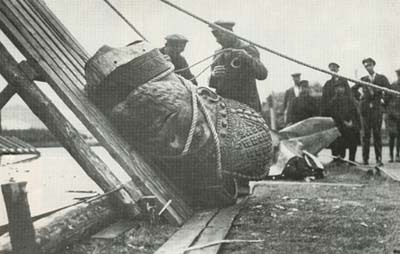
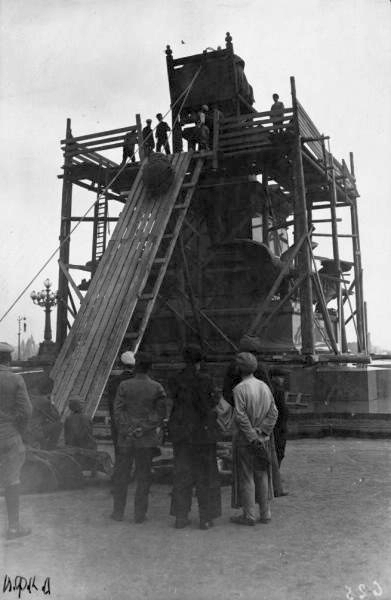
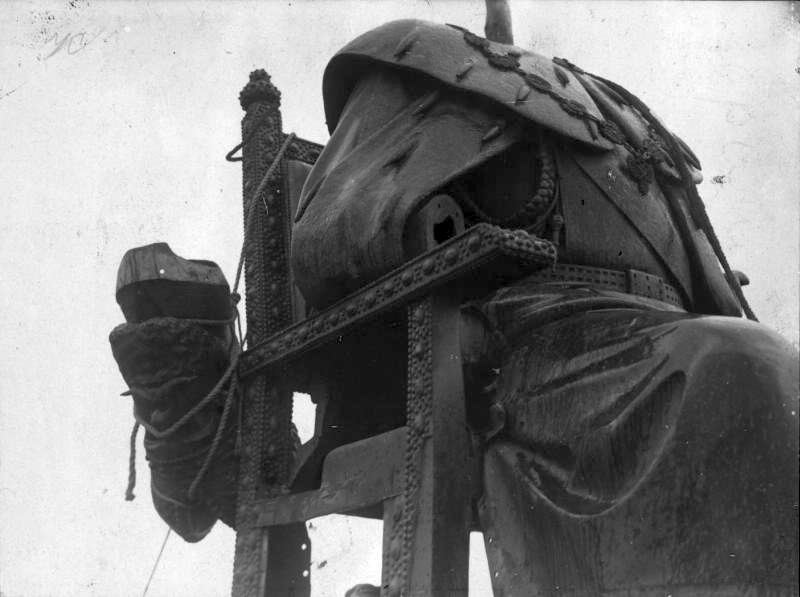
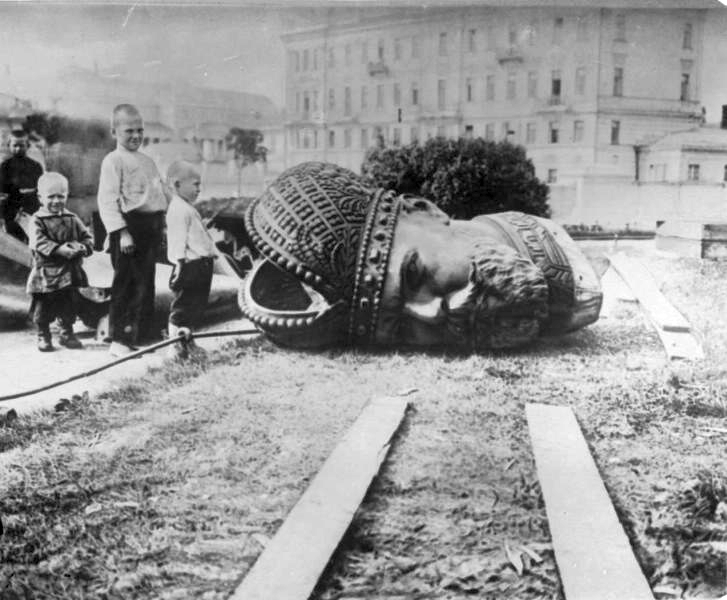

## Художественные особенности

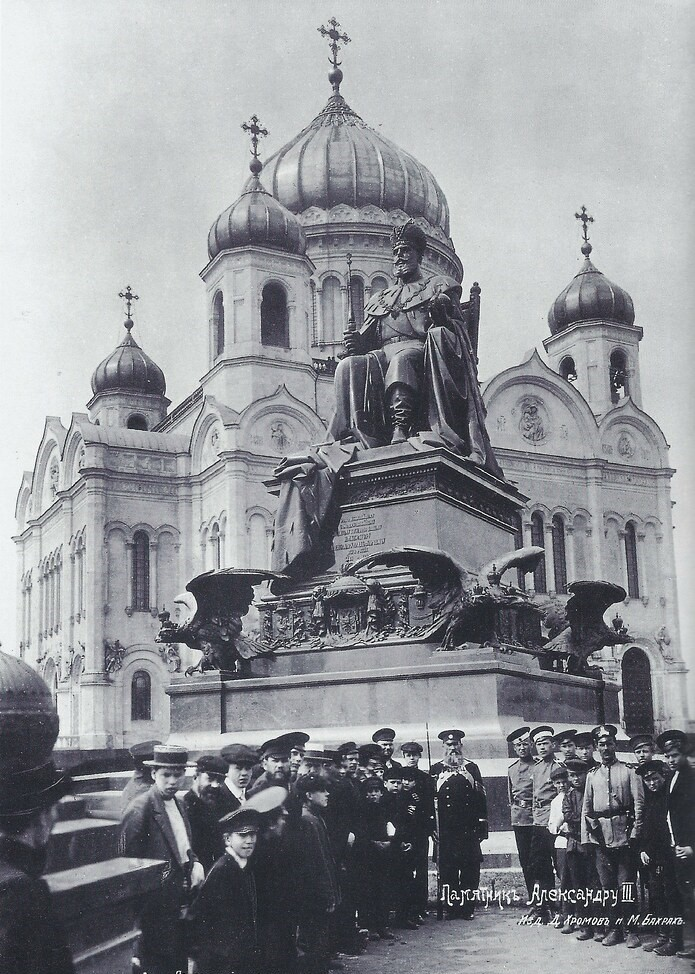
Памятник Александру III. Фото около 1912 г.

Выполненная в стиле монументального реализма бронзовая статуя стояла на ступенчатом гранитном пьедестале красного цвета и была обращена лицом к Москве-реке. Опекушин изобразил царя сидящим на троне в мантии с императорской короной на голове. В руках у Александра III лежали скипетр и держава. На постаменте была высечена надпись: «Благочестивейшему Самодержавнейшему Великому Государю нашему императору Александру Александровичу Всея России. 1881—1894». По его углам стояли бронзовые двуглавые орлы с распростёртыми крыльями работы скульптора Артемия Обера. У памятника располагалась невысокая гранитная балюстрада, спроектированная Александром Померанцевым, к реке от монумента спускалась лестница.
Современники критиковали памятник за излишнюю монументальность. В путеводителе по Москве издания 1917 года монумент описывался как «слишком громадный и тяжеловесный, [отличающийся] необычайным количеством и богатством материала, затраченного на его сооружение».

## Нумизматика
В 1912 году в память об открытии памятника на Санкт-Петербургском монетном дворе была отчеканена серебряная рублёвая монета тиражом 5000 экземпляров. Рубли с изображением монумента на реверсе считаются первыми памятными монетами, выпущенными в XX веке.